# Contrabando (película de 2012)
Contrabando (en inglés, Contraband) es una película estrenada en 2012, dirigida por Baltasar Kormákur y protagonizada por Mark Wahlberg, Kate Beckinsale, Giovanni Ribisi, Diego Luna, Ben Foster y J. K. Simmons. La película es un remake de Reykjavík-Rotterdam, en la cual el director Kormákur protagonizó. Se lanzó el 13 de enero de 2012[actualizar] en Estados Unidos por Universal Pictures.

## Sinopsis
El ex contrabandista Chris Farraday (Mark Wahlberg) vive una vida pacífica con su esposa, Kate (Kate Beckinsale), y sus dos hijos en Nueva Orleans. Se enteran de que el hermano de Kate, Andy (Caleb Landry Jones) estaba contrabandeando drogas, pero las desechó en el Río Misisipi durante una inspección sorpresa de la Oficina de Aduanas y Protección Fronteriza de los Estados Unidos.
El jefe de Andy, Tim Briggs (Giovanni Ribisi), amenaza con matar a la familia de Chris si Andy no le reembolsa las drogas. Chris vuelve al contrabando para recaudar el dinero, trabajando con su ex socio, Sebastian Abney (Ben Foster), que ahora trabaja en la construcción. Chris luego se une a un barco de carga, planea comprar $ 10,000,000 en billetes falsos en Panamá y pasarlos de contrabando a los Estados Unidos. Se le unen Andy y su buen amigo Danny Raymer (Lukas Haas). Después de que Briggs irrumpe en la casa de Chris e intimida a Kate y sus hijos, se mudan a la casa de Sebastian por seguridad.
En Panamá, Chris descubre que el único que puede proporcionar facturas falsas de alta calidad es el señor del crimen Gonzalo (Diego Luna). Dejando a Andy en la camioneta con el dinero de los billetes falsos, Chris se reúne con Gonzalo para negociar. Briggs llama a Andy, amenaza con matar a uno de los hijos de Chris y lo obliga a tomar el dinero para comprar cocaína. Con el dinero perdido, Chris y Danny acuerdan ayudar a Gonzalo a robar un vehículo blindado a cambio de los billetes falsos. Durante el robo, Gonzalo y sus hombres mueren, pero Chris y Danny roban con éxito una pintura de Jackson Pollock que se asemeja a una lona salpicada. Al llegar a los muelles, Chris y Danny colocan la camioneta con el contrabando en un contenedor, que se carga en su barco de carga.
Mientras tanto, Sebastian, desesperado por pagarle al gánster Jim Church (David O'Hara), ha estado trabajando con Briggs. Sebastian llama a Chris y se entera de que Chris planea deshacerse de la cocaína que compró Andy. Sebastian le dice a Briggs que amenace a Kate y, a través de ella, Briggs le advierte a Chris que no tire la cocaína. Sebastian contacta al capitán del carguero, Camp (J. K. Simmons), le informa del contrabando de Chris y le promete una parte si lo consigue. Incapaz de conseguir que Chris entregue el contrabando, Camp llama a la Aduana de EE. UU. Para inspeccionar el barco en Nueva Orleans. Los agentes de Aduanas encuentran el contenedor con la camioneta de Chris, aunque está vacío a excepción de la pintura, que ignoran.
Una vez que Chris está en la orilla, Briggs y sus matones exigen la cocaína. Chris lleva a Briggs a la casa de Camp, después de haber hecho un duplicado de la llave mientras estaba en el barco, y activa el sistema de seguridad. Después de darles cocaína a Briggs y su pandilla, Chris se escapa. Camp se despierta con el ruido y se encuentra con la pandilla cuando llega la policía. Tanto el grupo de Briggs como Camp son arrestados por posesión de cocaína.
Advertida por Chris, Kate sale de la casa de Sebastian. Cuando regresa para recuperar algunos objetos personales, se enfrenta a Sebastian, quien accidentalmente la empuja contra una bañera. Pensando que está muerta, arroja su cuerpo inconsciente en un cimiento en uno de sus sitios de construcción. Chris va al sitio de construcción de Sebastian y golpea a Sebastian, luego logra localizar y salvar a Kate llamando a su teléfono celular. Sebastián es arrestado y enviado a prisión, donde es recibido por una turba de linchadores.
Danny recupera los billetes falsos, que Chris arrojó al río Misisipi antes de atracar en Nueva Orleans. En una subasta de la Aduana de EE. UU., Andy compra la camioneta de escape confiscada al carguero y encuentra la pintura todavía en ella. Church le paga a Chris $ 3 millones por los billetes falsos y le pregunta por la pintura que falta, que Chris descubre que puede ser valuada por más de $ 20 millones en el mercado negro. Con el dinero, Chris, Kate, sus hijos y Andy comienzan una nueva vida en una casa frente al mar.

## Reparto
- Mark Wahlberg como Chris Farraday.
- Kate Beckinsale como Kate Farraday.
- Caleb Landry Jones como Andy.
- Ben Foster como Sebastian Abney.
- Giovanni Ribisi como Tim Briggs.
- Lukas Haas como Danny Raymer.
- J.K. Simmons como el capitán.
- Diego Luna como Gonzalo.
- Robert Wahlberg como John Bryce.
- Jaqueline Fleming como Jeanie.

## Producción
La filmación tomó lugar en Nueva Orleans, Luisiana y Ciudad de Panamá, Panamá.